# Рютли, Оскар Иванович
Оскар (Иохан) Иванович Рютли (19 декабря 1871 д. Ибасте волости Ахья — 24 июля 1949, Аугсбург-Хаунштеттен, Аугсбург) — адвокат, промышленник, банкир, депутат Государственной думы I созыва от Лифляндской губернии.

## Биография
По национальности эстонец. Посещал Выннскую церковно-приходскую школу, затем учился в гимназии Хуго Треффнера в Юрьеве (Тарту). В 1897—1901 годах изучал юриспруденцию в Юрьевском университете. В 1901 окончил его юридический факультет. После окончания университета работал в течение короткого времени в земствах Пскова и Риги. С 1902 года в Юрьеве, помощник присяжного поверенного. В юности единомышленник Яна Теннисона и член Общества эстонских студентов. Он оставался членом общества вплоть до 1908 года, пока оно не распалось с образованием студенческой корпорации Sakala. Почетный выпускник и основатель братства Sakala.
- Председатель обществ «Тара» и «Венемуйне», а также ссудо-сберегательного товарищества.
- Директор Общества взаимного кредита.

20 апреля 1906 года избран в Государственную думу I созыва от общего состав выборщиков Лифляндского губернского избирательного собрания. Входил в конституционно-демократическую фракцию и в эстонскую группу Союз автономистов. Член Бюджетной комиссии. Выступал в прениях по вопросам о неприкосновенности личности и по аграрному вопросу.
После роспуска Государственной думы вернулся на родину.
- В 1912—1918 член Юрьевской городской думы.
- В 1918—1924, 1927—1934 член Тартуского городского собрания.
- С 1928 присяжный адвокат. Член Национального собрания и Государственного совета.
- Консул Финляндии в Эстонии.
- В 1929—1935 один из соучредителей и руководителей эстонского Финского общества.
- На руководящих должностях в организациях «Estolit» и «Extraktor».
- В 1936—1940 директор Тартуской телефонной фабрики.
- Входил в руководство Эстонского ипотечного банка и Эстонского страхового общества.
- Один из основателей Тартуского Ротари клуба.

Рютли автор воспоминаний, вышедших под редакцией Юри Реммелгаса (Jüri Remmelgas) «Воспоминания Оскара Рютли: эстонское поколение труда и борьбы (1871—1949)».
В 1944 году Рютли эмигрировал в Германию. Умер в 1949 году от тромбоза сердца. Его прах захоронен в Хельсинки, на кладбище Хиетаниеми.

## Память
- В 2007 году благодаря усилиям воссозданного Тартуского Ротари-клуба на стене дома № 1 на улице Küütri в Тарту был установлен скульптурный барельеф Оскара Рютли[1].
- Тартуский Ротари Клуб также выдаёт медали Оскара Рютли[2].

## Сочинения
- Oskar Rütli. Mälestusi: ühe eesti sugupõlve tööst ja võitlusist (1871—1949). Redigeerinud ja toimetanud Jüri Remmelgas. — New York: Korp. Sakala USA koondise kirjastus, 1964